# Midland Football League
Die Midland Football League war eine 1889 gegründete Fußballliga. Die Liga umfasste überwiegend Vereine aus den Midlands, zahlreiche Klubs gelang über die Jahre der Sprung in die Spielklassen der Football League. 1958 nahm die Liga Vereine aus der aufgelösten North Eastern League auf, 1982 verschmolz sie mit der Yorkshire Football League zur Northern Counties East League. Eine gleichnamige Spielklasse bestand von 1994 bis 2005, seit 2014 existiert erneut eine Midland Football League, die sich auf der neunten Ebene des englischen Ligensystems befindet.

## Ligameister
- 1889/90: Lincoln City
- 1890/91: Gainsborough Trinity
- 1891/92: Rotherham Town
- 1892/93: Rotherham Town
- 1893/94: Burton Wanderers
- 1894/95: FC Loughborough
- 1895/96: FC Kettering
- 1896/97: Doncaster Rovers
- 1897/98: FC Mexborough
- 1898/99: Doncaster Rovers
- 1899/00: FC Kettering
- 1900/01: Sheffield United Reserve
- 1901/02: FC Barnsley Reserve
- 1902/03: Sheffield Wednesday Reserve
- 1903/04: Sheffield United Reserve
- 1904/05: Sheffield United Reserve
- 1905/06: Sheffield Wednesday Reserve
- 1906/07: Sheffield United Reserve
- 1907/08: Sheffield Wednesday Reserve
- 1908/09: Lincoln City
- 1909/10: Chesterfield Town
- 1910/11: Grimsby Town
- 1911/12: Rotherham County
- 1912/13: Rotherham County
- 1913/14: Rotherham County
- 1914/15: Rotherham County
- 1915–19: Unterbrechung wegen des Ersten Weltkriegs
- 1919/20: Chesterfield Municipal
- 1920/21: Lincoln City
- 1921/22: Worksop Town
- 1922/23: Sheffield Wednesday Reserve
- 1923/24: Mansfield Town
- 1924/25: Mansfield Town
- 1925/26: Mexborough Athletic
- 1926/27: Scunthorpe & Lindsey United
- 1927/28: Gainsborough Trinity
- 1928/29: Mansfield Town
- 1929/30: FC Scarborough
- 1930/31: Grimsby Town Reserve
- 1931/32: Bradford Park Avenue Reserve
- 1932/33: Grimsby Town Reserve
- 1933/34: Grimsby Town Reserve
- 1934/35: FC Barnsley Reserve
- 1935/36: FC Barnsley Reserve
- 1936/37: FC Barnsley Reserve
- 1937/38: Shrewsbury Town
- 1938/39: Scunthorpe & Lindsey United
- 1939/40: Saisonabbruch wegen des Zweiten Weltkriegs
- 1940–45: Unterbrechung wegen des Zweiten Weltkriegs
- 1945/46: Shrewsbury Town
- 1946/47: Grimsby Town Reserve
- 1947/48: Shrewsbury Town
- 1948/49: Gainsborough Trinity
- 1949/50: Nottingham Forest Reserve
- 1950/51: Nottingham Forest Reserve
- 1951/52: Nottingham Forest Reserve
- 1952/53: Nottingham Forest Reserve
- 1953/54: Nottingham Forest Reserve
- 1954/55: Notts County Reserve
- 1955/56: Peterborough United
- 1956/57: Peterborough United
- 1957/58: Peterborough United
- 1958/59: Peterborough United
- 1959/60: Peterborough United
- 1960/61: kein Spielbetrieb wegen Finanzproblemen
- 1961/62: Matlock Town
- 1962/63: Loughborough United
- 1963/64: FC Grantham
- 1964/65: Lockheed Leamington
- 1965/66: Worksop Town
- 1966/67: Gainsborough Trinity
- 1967/68: Ilkeston Town
- 1968/69: Matlock Town
- 1969/70: Alfreton Town
- 1970/71: FC Grantham
- 1971/72: FC Grantham
- 1972/73: Worksop Town
- 1973/74: Alfreton Town
- 1974/75: FC Boston
- 1975/76: Eastwood Town
- 1976/77: Alfreton Town
- 1977/78: Brigg Town
- 1978/79: FC Boston
- 1979/80: Belper Town
- 1980/81: FC Boston
- 1981/82: Shepshed Charterhouse

## Aufnahme in die Football League
Die folgenden Mitglieder der Midland League wurden in den jährlich stattfindenden Wahlen in die Football League aufgenommen.
- 1891/92 – Burslem Port Vale
- 1892/93 – Rotherham Town
- 1893/94 – Burton Wanderers, Leicester Fosse
- 1894/95 – FC Loughborough
- 1895/96 – Gainsborough Trinity, FC Walsall
- 1897/98 – FC Barnsley, Burslem Port Vale, Glossop North End
- 1898/99 – FC Chesterfield
- 1900/01 – Doncaster Rovers
- 1903/04 – Doncaster Rovers
- 1904/05 – Stockport County
- 1908/09 – Lincoln City
- 1909/10 – Huddersfield Town
- 1910/11 – Grimsby Town
- 1914/15 – Rotherham County
- 1919/20 – Leeds United
- 1920/21 – Lincoln City, FC Chesterfield, Halifax Town
- 1922/23 – Doncaster Rovers
- 1928/29 – York City
- 1930/31 – Mansfield Town
- 1949/50 – Scunthorpe & Lindsey United, Shrewsbury Town
- 1959/60 – Peterborough United